# Addetto (diplomazia)
Un addetto (detto anche attaché, dal francese), nella burocrazia diplomatica, è una persona assegnata ad uno staff diplomatico o amministrativo di un'agenzia diplomatica.
Un addetto è normalmente un funzionario che serve anche come diplomatico o come membro di supporto di uno staff di un ambasciatore o del capo di una missione diplomatica, per agenzie governative o pubbliche ma anche per organizzazioni intergovernative o non governative.
Un addetto ha il compito di monitorare una specifica area affidatagli. L'addetto si occupa anche di predisporre gli eventi che coinvolgono direttamente l'ambasciata di cui è membro, conducendo l'agenda dell'ambasceria, facendo ricerche, interessandosi del necessario.

## Funzioni
Talvolta un addetto può avere specifiche responsabilità come ad esempio vi è:
- l'addetto culturale,
- l'addetto agli affari giuridici
- l'addetto al lavoro,
- l'addetto militare,
- l'addetto commerciale,
- l'addetto marittimo
- l'addetto scientifico.

## Tipologie

### Addetto militare
Un addetto militare è un ufficiale delle forze armate che presta servizio nello staff diplomatico di un'ambasciata o di un consolato con funzioni tecnico-militari.

### Addetto scientifico
Un addetto scientifico consiglia l'ambasceria in campo scientifico e tecnologico.

### Addetto culturale
L'addetto culturale cura i rapporti culturali tra il proprio paese e quello a cui è assegnato, ed è responsabile, se presente, dell'istituto di cultura.

### Addetto alla salute
Un addetto alla salute consiglia l'ambasceria in materia sanitaria e può interessarsi della medesima presso organizzazioni nazionali e internazionali nell'ambito di epidemie.

## Nel mondo

### Belgio
Il termine francese attaché è entrato in uso presso i ministeri del Belgio dal 2005, andando a rimpiazzare i termini adjunct-adviseur (in olandese) o conseiller-adjoint (in francese), normalmente utilizzati per descrivere quei funzionari di ministero con competenze di settore specifiche.

### Città del Vaticano
Il titolo di addetto è utilizzato anche nella gerarchia diplomatica della Santa Sede dove spesso tale figura è ricoperta da un sacerdote, solitamente membro del corpo diplomatico della Santa Sede, che presta servizio in una nunziatura apostolica in un determinato paese o presso un'organizzazione internazionale o intergovernativa. In quest'ultimo incarico in particolare, si occupa in particolare di dare assistenza legale alle rappresentanze della chiesa cattolica in quel determinato contesto.